# Amath Ndiaye
Amath Ndiaye Diedhiou (Pikine, 10 juli 1996) is een Senegalees voetballer die doorgaans als aanvaller speelt. Hij verruilde Atlético Madrid in augustus 2017 voor Getafe CF. Ndiaye debuteerde in 2018 in het Senegalees voetbalelftal.

## Clubcarrière
Diedhiou verruilde in 2014 Real Valladolid voor Atlético Madrid. Tijdens het seizoen 2016/17 werd hij verhuurd aan CD Tenerife. Op 3 september 2016 debuteerde hij in de Segunda División, tegen Elche CF. Op 29 oktober 2016 maakte hij zijn eerste twee treffers, tegen Rayo Vallecano.

## Clubstatistieken
| Seizoen | Club              | Land   | Competitie       | Wed. | Doelp. |
| ------- | ----------------- | ------ | ---------------- | ---- | ------ |
| 2016/17 | Atlético Madrid B | Spanje | Tercera División | ?    | ?      |
| 2016/17 | → CD Tenerife     | Spanje | Segunda División | 39   | 12     |
| 2017/18 | Getafe CF         | Spanje | Primera División | 37   | 3      |
| 2018/19 | Getafe CF         | Spanje | Primera División | 15   | 1      |
| Totaal  | Totaal            | Totaal | Totaal           | 91   | 16     |